# Coylumbridge

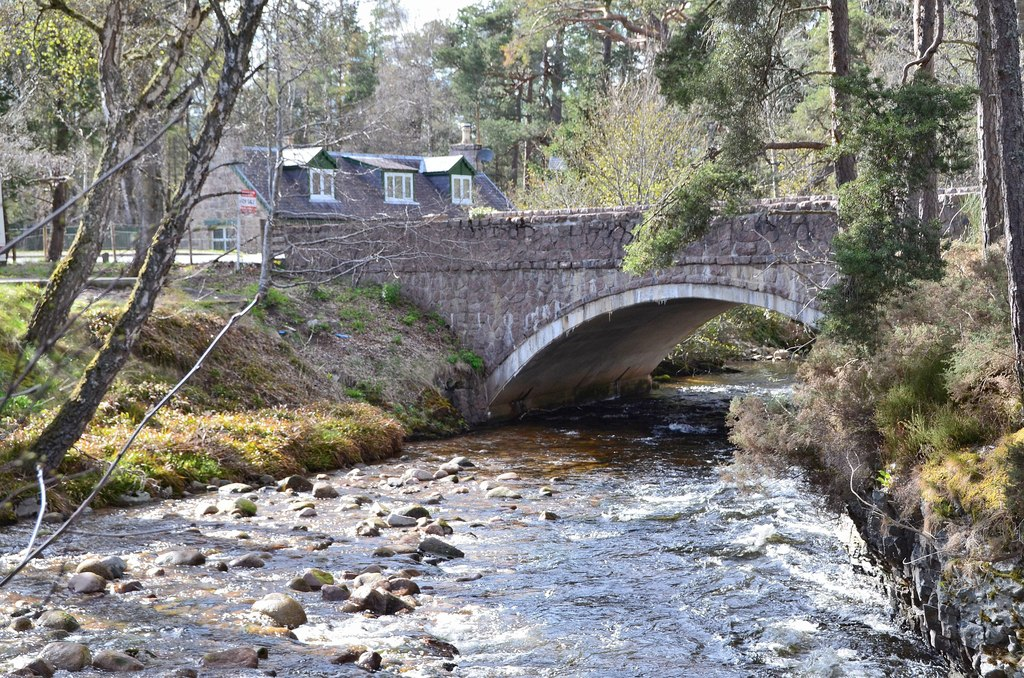
Brücke über den River Druie

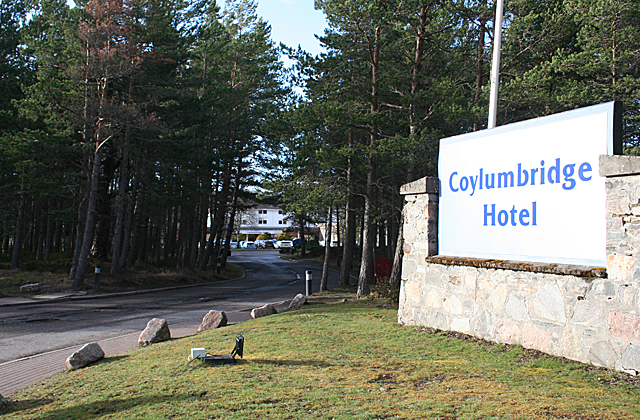
Eingangsbereich des Hotels

Coylumbridge ist eine kleine Ortschaft, die südöstlich von Inverness in der Region Highland im Norden von Schottland liegt. Im Rahmen der historischen Gliederung Schottlands in Civil Parishes zählt es zu Duthil and Rothiemurchus, das zu Inverness-shire gehörte.

## Geographie
Coylumbridge liegt am nordwestlichen Ende der Cairngorm Mountains am Zusammenfluss von River Luineag und Gleann Einich zum River Druie. In der Umgebung finden sich ausgedehnte Waldungen. Der Ort dient als Ausgangspunkt für Wanderungen, es finden sich ein Campingplatz sowie, am westlichen Rand in Richtung des Nachbarortes Inverdruie, eine größere Hotelanlage.

## Verkehr
Verkehrstechnisch zu erreichen ist Coylumbridge über die von Kingussie nach Speybridge führende B 970. Nächstgrößere Ortschaft ist das im Nordwesten gelegene Aviemore.